# Johan av Pfalz
Johan av Pfalz, född 1383 i Neunburg, död 14 mars 1443 i Kloster Kastl i Oberpfalz, begravd i St Georg i Neunburg, pfalzgreve i Neuburg och Neumarkt 1410–1443. Son till tyske kung Ruprecht III av Pfalz och Elisabeth av Hohenzollern.
Johan gifte sig i Köpenhamn 15 augusti 1407 med Katarina av Pommern (omkring 1390–1426). Paret fick följande barn:
1. Kristofer av Bayern (1416–1448), nordisk unionskung